# Fredrick B. Pike
Fredrick B. Pike (1924) es un historiador estadounidense, profesor de la Universidad de Notre Dame, que ha publicado varios trabajos sobre la historia de Latinoamérica, con el estudio de países como Perú o Chile, así como sobre España o Estados Unidos.
Fue autor de obras como Chile and the United States: 1880-1962; the emergence of Chile's social crisis and the challenge to United States diplomacy (University of Notre Dame Press, 1963), The Modern History of Peru (Frederick A. Praeger, 1967), Hispanismo, 1898-1936: Spanish Conservatives and Liberals and Their Relations with Spanish America (University of Notre Dame Press, 1971), Latin America. The United States and the Andean Republics (1977), The Spanish Civil War, 1936-1939 (1982), junto a Mark Falcoff, The Politics of the Miraculous in Peru: Haya de la Torre and the Spiritualist Tradition (University of Nebraska, 1986), FDR's Good Neighbor Policy: Sixty Years of Generally Gentle Chaos (University of Texas Press, 1995), o The United States and Latín America. Myths and Stereotypes of Civilization and Nature (University of Texas Press, 1997), entre otras.
También ha editado trabajos como Freedom and Reform in Latin America (University of Notre Dame Press, 1959), The Conflict Between Church and State in Latin America (Alfred A. Knopf, 1964), Religion, Revolution, and Reform: New Forces for Change in Latin America (Frederick A: Praeger, 1964), Latin American History: Select Problems. Identity, Integration, and Nationhood (Harcourt, Brace & World Inc., 1969) o The New Corporatism: Social-Political Structures in the Iberian World (University of Notre Dame Press, 1974), junto a Thomas Stritch.